# Associazione Sportiva Dilettantistica Riviera di Romagna 2011-2012
Questa voce raccoglie le informazioni riguardanti l'Associazione Sportiva Dilettantistica Riviera di Romagna nelle competizioni ufficiali della stagione 2011-2012.

## Stagione
Nella stagione 2011-2012 l'A.S.D. Riviera di Romagna ha disputato la Serie A, massima serie del campionato italiano femminile di calcio, per la prima volta nella sua storia sportiva e dopo un solo anno dalla sua creazione, concludendo al decimo posto con 24 punti conquistati in 26 giornate, frutto di 6 vittorie, 6 pareggi e 14 sconfitte, riuscendo ad ottenere l'ultimo posto utile per la salvezza.
Nella Coppa Italia è sceso in campo sin dal primo turno, dove ha eliminato l'Olimpia Forlì fuori casa con un netto 7-0, superando per 6-1 in casa dell'Imolese al secondo turno e giungendo infine agli ottavi di finale. Qui trova la Torres detentrice del titolo, nonché Campione d'Italia, che nella partita casalinga giocata allo Stadio Germano Todoli di Milano Marittima la elimina vincendo per 1-0 con la sola rete siglata al 90' da Sandy Iannella.

## Organigramma societario
Area tecnica
- Allenatore: Antonio Censi
- Allenatore in seconda: Mauro Rotatori
- Preparatore dei portieri: Gianni Lanucara
- Preparatore atletico: Flavio Varchetta
- Medico sociale: Giulia Franzoso

## Rosa
| N. |                   | Ruolo | Calciatrice            |
| -- | ----------------- | ----- | ---------------------- |
|    | Italia (bandiera) | P     | Elena Montanari        |
|    | Italia (bandiera) | P     | Margherita Petragallo  |
|    | Italia (bandiera) | P     | Silvia Vicenzi         |
|    | Italia (bandiera) | D     | Chiara Breccia         |
|    | Italia (bandiera) | D     | Elena Del Gaudio       |
|    | Italia (bandiera) | D     | Alessandra Ghirardelli |
|    | Italia (bandiera) | D     | Marinella Piolanti     |
|    | Italia (bandiera) | D     | Cristina Ugolini       |
|    | Italia (bandiera) | C     | Lara Barbieri          |
|    | Italia (bandiera) | C     | Anita Carrozzi         |
|    | Italia (bandiera) | C     | Lucia Casadio          |
|    | Italia (bandiera) | C     | Elisa Mainardi         |
|    | Italia (bandiera) | C     | Federica Moglie        |

| N. |                   | Ruolo | Calciatrice          |
| -- | ----------------- | ----- | -------------------- |
|    | Italia (bandiera) | C     | Sara Pastore         |
|    | Italia (bandiera) | C     | Eleonora Petralia    |
|    | Italia (bandiera) | C     | Eleonora Prost       |
|    | Italia (bandiera) | C     | Elena Ranzolin       |
|    | Italia (bandiera) | C     | Simona Santi         |
|    | Italia (bandiera) | C     | Linda Tucceri Cimini |
|    | Italia (bandiera) | A     | Fulvia Dulbecco      |
|    | Italia (bandiera) | A     | Elisa Magnanti       |
|    | Italia (bandiera) | A     | Claudia Mariani      |
|    | Italia (bandiera) | A     | Gaia Mastrovincenzo  |
|    | Italia (bandiera) | A     | Carlotta Nagni       |
|    | Italia (bandiera) | A     | Alessia Sarnataro    |

## Calciomercato

### Sessione estiva
| Acquisti | Acquisti            | Acquisti     | Acquisti   |
| R.       | Nome                | a            | Modalità   |
| -------- | ------------------- | ------------ | ---------- |
| P        | Silvia Vicenzi      | Reggiana     |            |
| D        | Elena Del Gaudio    | Firenze      |            |
| D        | Cristina Ugolini    | Napoli       |            |
| C        | Lara Barbieri       | Reggiana     |            |
| C        | Eleonora Prost      | Reggiana     | definitivo |
| C        | Elena Ranzolin      | Venezia 1984 | definitivo |
| A        | Gaia Mastrovincenzo | Firenze      | definitivo |

|  |

### Sessione invernale
|  |

| Cessioni | Cessioni        | Cessioni | Cessioni   |
| R.       | Nome            | a        | Modalità   |
| -------- | --------------- | -------- | ---------- |
| C        | Federica Moglie | Acese    | definitivo |

## Risultati

### Serie A

#### Girone di andata
| Arbitro: | Alberto Pisano (Cagliari) |

|                         |           |  |
| Panico 4’, 15’ Tona 44’ | Marcatori |  |

| Milano Marittima 15 ottobre 2011 2ª giornata | Riviera di Romagna             | 0 – 0 referto | Como 2000 | Stadio Germano Todoli\| Arbitro: \| Valerio Amadio (Ascoli Piceno) \| |
| Arbitro:                                     | Valerio Amadio (Ascoli Piceno) |               |           |                                                                       |

| Arbitro: | Alessandro Meleleo (Casarano) |

|                        |           |                                |
| Perini 33’ Tarenzi 65’ | Marcatori | 5’ Mastrovincenzo 24’ Dulbecco |

| Arbitro: | Filippo Giglioli (Forlì) |

|           |           |               |
| Prost 33’ | Marcatori | 90’ Camporese |

| Arbitro: | Luca Noè Marseglia (Milano) |

|  |           |                 |
|  | Marcatori | 30’, 92’ Sodini |

| Arbitro: | Davide Curti (Milano) |

|                                         |           |  |
| 11’, 46’, 78’ Rocha 30’, 36’ Gabbiadini | Marcatori |  |

| Arbitro: | Valentina Finzi (Foligno) |

|             |           |  |
| Mariani 27’ | Marcatori |  |

| Arbitro: | Daniel Pedretti (Brescia) |

|  |           |              |
|  | Marcatori | 81’ Dulbecco |

| Arbitro: | Simone Sabbatani (Forlì) |

|  |           |                                                  |
|  | Marcatori | 29’ Milenkovič 40’ Vicchiarello 89’ Domenichetti |

| Arbitro: | Anna Di Nardo (Lodi) |

|                                                             |           |  |
| Alborghetti 14’, 45’ Sabatino 24’ Rosucci 52’, 64’ Boni 60’ | Marcatori |  |

| Arbitro: | Matteo Bolsi (Parma) |

|                     |           |            |
| Dulbecco 83’ (rig.) | Marcatori | 47’ Linari |

| Arbitro: | Stefano Comunian (Biella) |

|  |           |             |
|  | Marcatori | 71’ Pastore |

| Arbitro: | Andrea Bendandi (Ravenna) |

|                                                  |           |  |
| Dulbecco 40’ (rig.) Mastrovincenzo 60’ Prost 79’ | Marcatori |  |

#### Girone di ritorno
| Arbitro: | Tommaso Sattin (Rovigo) |

|  |           |                       |
|  | Marcatori | 5’ Fuselli 86’ Panico |

| Arbitro: | Marco Trinchieri (Milano) |

|          |           |  |
| Erba 42’ | Marcatori |  |

| Arbitro: | Gabriele Agostini (Bologna) |

|  |           |                            |
|  | Marcatori | 79’ Perini 92’ Scarpellini |

| Arbitro: | Marco Mezzarobba (Conegliano) |

|                                                  |           |  |
| Di Filippo 2’ Parisi 26’ Bonetti 43’ Riboldi 91’ | Marcatori |  |

| Arbitro: | Claudio Gualtieri (Asti) |

|                                 |           |                               |
| Zorri 13’ Bosi 71’ Bonansea 75’ | Marcatori | 4’ Mariani 59’ Tucceri Cimini |

| Arbitro: | Francesco Acciavatti (Pescara) |

|  |           |             |
|  | Marcatori | 83’ Toselli |

| Arbitro: | Achille Simiele (Albano Laziale) |

|                |           |  |
| Berarducci 70’ | Marcatori |  |

| Arbitro: | Daniel Pedretti (Brescia) |

|              |           |  |
| Dulbecco 81’ | Marcatori |  |

| Arbitro: | Kether Del Toso (Maniago) |

|               |           |  |
| Del Prete 73’ | Marcatori |  |

| Arbitro: | Giacomo Costantini (Ascoli Piceno) |

|  |           |                                               |
|  | Marcatori | 10’ Ferrandi 17’ Sabatino 71’ Boni 83’ Brayda |

| Arbitro: | Marco Lancia (Foligno) |

|                       |           |                                        |
| Salvatori Rinaldi 62’ | Marcatori | 69’ (rig.) Dulbecco 80’ Mastrovincenzo |

| Arbitro: | Valentina Finzi (Foligno) |

|                          |           |                           |
| Dulbecco 20’ Pastore 22’ | Marcatori | 90’ (rig.) Greco 93’ Dedè |

| Roma 19 maggio 2012 26ª giornata | Roma CF               | 0 – 0 referto | Riviera di Romagna | Stadio Franco Beltrame\| Arbitro: \| Raffaele Agrò (Terni) \| |
| Arbitro:                         | Raffaele Agrò (Terni) |               |                    |                                                               |

### Coppa Italia

#### Primo turno
| Arbitro: | Andrea Bendandi (Ravenna) |

|  |           |                                                 |
|  | Marcatori | 4’, 9’, 15’, 21’ Dulbecco 12’, 28’, 45’ Mariani |

#### Secondo turno
| Arbitro: | Matteo Bolsi (Parma) |

|             |           |                                                                     |
| Baldini 71’ | Marcatori | 42’ (rig.), 48’, 49’ Dulbecco 61’ Ugolini 69’ Petralia 75’ Piolanti |

#### Ottavi di finale
| Arbitro: | Giacomo Costantini (Ascoli Piceno) |

|  |           |              |
|  | Marcatori | 90’ Iannella |

## Statistiche

### Statistiche di squadra
| Competizione | Punti | In casa | In casa | In casa | In casa | In casa | In casa | In trasferta | In trasferta | In trasferta | In trasferta | In trasferta | In trasferta | Totale | Totale | Totale | Totale | Totale | Totale | DR  |
| Competizione | Punti | G       | V       | N       | P       | Gf      | Gs      | G            | V            | N            | P            | Gf           | Gs           | G      | V      | N      | P      | Gf     | Gs     | DR  |
| ------------ | ----- | ------- | ------- | ------- | ------- | ------- | ------- | ------------ | ------------ | ------------ | ------------ | ------------ | ------------ | ------ | ------ | ------ | ------ | ------ | ------ | --- |
| Serie A      | 24    | 13      | 3       | 4       | 6       | 9       | 18      | 13           | 3            | 2            | 8            | 8            | 27           | 26     | 6      | 6      | 14     | 17     | 45     | -28 |
| Coppa Italia | -     | 1       | 0       | 0       | 1       | 0       | 1       | 2            | 2            | 0            | 0            | 13           | 1            | 3      | 2      | 0      | 1      | 13     | 2      | +11 |
| Totale       | -     | 14      | 3       | 4       | 7       | 9       | 21      | 15           | 5            | 2            | 8            | 21           | 28           | 29     | 8      | 6      | 15     | 30     | 47     | -17 |

### Statistiche delle giocatrici
| Giocatore | Serie A  | Serie A | Serie A     | Serie A    | Coppa Italia | Coppa Italia | Coppa Italia | Coppa Italia | Totale   | Totale | Totale      | Totale     |
| Giocatore | Presenze | Reti    | Ammonizioni | Espulsioni | Presenze     | Reti         | Ammonizioni  | Espulsioni   | Presenze | Reti   | Ammonizioni | Espulsioni |
| --------- | -------- | ------- | ----------- | ---------- | ------------ | ------------ | ------------ | ------------ | -------- | ------ | ----------- | ---------- |